# Bozan Shaheen Bey
Bozan Shaheen Bey (en kurde : Bozanê Şahîn ; en arabe : بوزان شاهين بك), né en 1890 à Suruç et mort en 1968 à Kobani, est un chef kurde, homme politique et militant. Il est l’un des fondateurs de l'organisation nationaliste kurde Xoybûn et fut successivement député au parlement turc et au parlement syrien.

## Biographie

### Origines et famille
Issu du puissant clan tribal kurde Barazi, Bozan est le fils de Şahin Bey, figure majeure de la région de Suruç et de Kobani. Il appartient à la branche Mirani du clan, et ses frères — notamment Mustafa "Hirço" Bey, Hacı Ahmed Bey et Nafi Bey — sont également des acteurs politiques et militaires de leur époque.
La famille Barazi s’est implantée historiquement entre le sud-est de l’Anatolie et le nord de la Syrie, constituant une des principales familles kurdes de la région transfrontalière. Bozan descendrait selon certaines généalogies de Khalil al-Urfali, établi dans la région d’Urfa vers 1815.

### Formation
Bozan étudie à l'École tribale impériale (Mekteb-i Aşiret) à Istanbul fondée par Abdülhamid II pour former les fils de notables tribaux. Selon certaines sources kurdes contemporaines, il aurait poursuivi une partie de ses études en France dans les années 1910, notamment en mathématiques et philosophie, mais cela reste à confirmer par des archives académiques.

### Engagement politique en Turquie
Après la Première Guerre mondiale, Bozan s'engage auprès du mouvement kémaliste contre l’occupation franco-britannique. Il participe à la résistance dans la région d’Urfa aux côtés du Kuvâ-yi Milliye, coordonnant des opérations contre les forces françaises. En 1920, il est élu député d’Urfa à la Grande Assemblée nationale de Turquie, puis réélu député de Gaziantep en 1921.
En reconnaissance de ses services, il reçoit la Médaille de l’indépendance. Toutefois, il refuse de soutenir le Misak-ı Millî, pacte national turc. En désaccord avec la politique d’assimilation d’Atatürk, il est déclaré traître par Ankara et condamné à mort par contumace.

### Exil et militantisme kurde en Syrie
Contraint à l’exil en 1923, il se réfugie en Kobani avec plusieurs centaines de membres de sa tribu. Il y retrouve son frère Mustafa "Hirço" Bey et s’implique dans la réorganisation politique des Kurdes en exil.
Avec les familles Bedir Khan et d’autres intellectuels kurdes syriens et irakiens, il participe en 1927 à la fondation de Xoybûn, première organisation politique kurde structurée à l’échelle régionale. L’organisation soutient activement la Révolte du mont Ararat (1927-1930). Bozan et son frère mobilisent des combattants pour lancer une offensive vers Urfa, mais l’opération échoue sous la pression française, et les frères sont brièvement assignés à résidence à Alep.
Malgré ces revers, Bozan devient un mécène influent pour les intellectuels kurdes exilés comme Cigerxwîn et Osman Sabri, qu’il soutient financièrement et politiquement.

### Carrière politique syrienne
Profitant du système parlementaire instauré sous le mandat français, Bozan Shaheen Bey est élu en 1936 député de Jarablus au Parlement syrien. Il milite activement pour une reconnaissance politique des Kurdes dans la nouvelle république syrienne. Il aurait également été nommé maire de Kobani à une période non précisément documentée.

### Fin de vie
Il meurt en 1968 à Kobani. Il avait eu trois épouses et laisse quatre enfants, dont Shukri Bozan Bey. Ses descendants résident aujourd’hui en Syrie, en Turquie et dans la diaspora kurde, principalement en Europe.

## Postérité
Bozan Shaheen Bey est une figure ambivalente et respectée de l’histoire kurde contemporaine. D’abord acteur de l’indépendance turque, il devient par la suite l’un des principaux animateurs du nationalisme kurde en exil. Il est perçu par certains comme le symbole d’une époque charnière entre loyauté ottomane, rupture kémaliste et revendication d’un Kurdistan indépendant. Son rôle dans Xoybûn, ses activités diplomatiques et son implication culturelle à Kobani sont toujours honorés dans la mémoire kurde contemporaine.